# Planctoteuthis
Genre
Planctoteuthis est un genre de calmars de la famille des Chiroteuthidae.

## Liste des espèces
Selon World Register of Marine Species (28 mars 2024) :
- Planctoteuthis danae (Joubin, 1931)
- Planctoteuthis exopthalmica (Chun, 1908)
- Planctoteuthis levimana (Lönnberg, 1896)
- Planctoteuthis lippula (Chun, 1908)
- Planctoteuthis oligobessa (R. E. Young, 1972)

## Classification
Le nom valide complet (avec auteur) de ce taxon est Planctoteuthis Pfeffer, 1912.
Planctoteuthis a pour synonyme :
- Valbyteuthis Joubin, 1931